# Sepullia funebris
Sepullia funebris är en insektsart som först beskrevs av Carl Stål 1855.  Sepullia funebris ingår i släktet Sepullia och familjen spottstritar. Inga underarter finns listade i Catalogue of Life.